# Carlos Noguera
Carlos Noguera (ur. 28 października 1943, zm. 3 lutego 2015) – wenezuelski pisarz i psycholog.

## Życiorys
Ukończył studia na Uniwersytecie Środkowej Wenezueli w Caracas. 
Za swoją twórczość pisarską został uhonorowany m.in. w 2003 Nagrodą Literatury Narodowej. Jego dzieła zostały przetłumaczone na trzy języki.
Przez wiele lat sprawował funkcję szefa największego wydawnictwa książkowego w Wenezueli Monte Ávila Editores.

## Publikacje
- Historias de la calle Lincoln – 1971
- Inventando los días – 1979
- Juegos bajo la luna – 1994
- La flor escrita – 2003
- Los cristales de la noche – 2003
- Crónica de los Fuegos Celestes – 2010